# Maceo Rigters
Maceo Rigters (Amsterdam, 22 januari 1984) is een voormalig voetballer. De aanvaller speelde bij sc Heerenveen, FC Dordrecht, NAC Breda, Blackburn Rovers, Willem II en Gold Coast United. Ook kwam hij uit voor het Nederlands voetbalelftal -21.

## Carrière

### Clubvoetbal
Als jeugdspeler begonnen bij ZSGOWMS en via Neerlandia kwam Rigters bij sc Heerenveen terecht, waar hij in het seizoen 2003/2004 zijn debuut maakte en later dat seizoen nog een wedstrijd speelde. Rigters vertrok naar FC Dordrecht, waar hij zich in de basis speelde en in de eerste helft van het seizoen in 17 wedstrijden 8 doelpunten maakte. Begin 2005 ging de jonge talentvolle aanvaller naar NAC Breda. Hij wist hier niet echt te overtuigen en kende een mindere periode. Desondanks kwam hij daar uiteindelijk tot 5 doelpunten in 61 wedstrijden.
Na winnaar en topscorer te zijn geworden van het Jeugd-EK speelde de redelijk onbekende Rigters zich in de kijker bij de op het toernooi aanwezige scouts. Ondanks de interesse van Celtic FC, Glasgow Rangers en Sevilla FC, vertrok Rigters in de zomer van 2007 naar de Engelse club Blackburn Rovers waar hij ging spelen met onder andere landgenoot André Ooijer.
Op de laatste dag van de transferwindow van het seizoen 2010/2011 keert hij weer terug naar Nederland. Hij gaat aan de slag bij het Tilburgse Willem II als vervanger van de naar FC Utrecht vertrokken Frank Demouge. De Rovers laat hem gaan na een periode waarin hij niet kon overtuigen bij de Engelsen. Hij werd verhuurd aan Norwich City en Barnsley en mocht nu van de club transfervrij vertrekken. Begin van het seizoen 2014-2015 is Maceo weer terug bij ZSGOWMS waar hij deel uitmaakt van de zondagselectie maar ook zijn ervaringen overbrengt aan de jeugd van ZSGOWMS als trainer.

### Nederland –21
Op 5 februari 2007 werd Rigters voor het eerst opgeroepen voor Jong Oranje. Hij verving de geblesseerde Tim Vincken, die op zijn beurt een aantal minuten daarvoor al Roy Beerens van N.E.C. wegens een blessure had vervangen. Door zijn goede spel werd bondscoach Foppe de Haan overtuigd Maceo Rigters als aanvaller mee te nemen naar het Europees kampioenschap voetbal onder de 21 jaar.
In juni 2007 nam Rigters met Jong-Oranje deel aan het Europees Kampioenschap onder de 21 jaar, waar niet alleen gespeeld werd om het Europees kampioenschap, maar ook om de kwalificatie voor de Olympische Spelen van 2008 in Peking. Het aanvalskoppel bestaande uit Maceo Rigters en Ryan Babel werd erg succesvol op het Jeugd-EK. Rigters had met zijn doelpunten een belangrijk aandeel in de overwinningen tijdens de poulewedstrijden, waardoor Nederland zich plaatste voor de halve finales en automatisch een startbewijs voor de Spelen verkreeg. In de halve finale tegen Engeland (1-1) hield Rigters Nederland in de race voor de finale, door één minuut voor tijd een belangrijk doelpunt te maken uit een prachtige omhaal. Uiteindelijk wist Nederland, na de strafschoppenserie (13-12), zich te plaatsen voor de finale. Nederland won in de finale tegen Servië (4-1) en Rigters scoorde wederom een doelpunt. Hierdoor kroonde hij zich, met 4 doelpunten, tot topscorer van het toernooi. Samen met teamgenoten Royston Drenthe, Gianni Zuiverloon en Hedwiges Maduro werd Rigters opgenomen in het uiteindelijke UEFA Dreamteam van het toernooi. Rigters speelde zich hiermee in de kijker bij de op het toernooi aanwezige scouts.

## Overzicht
| Seizoen | Club              | Wedstrijden | Doelpunten | Competitie                   |
| ------- | ----------------- | ----------- | ---------- | ---------------------------- |
| 2003/04 | sc Heerenveen     | 2           | 0          | Eredivisie                   |
| 2004/05 | FC Dordrecht      | 17          | 8          | Eerste divisie               |
| 2004/05 | NAC Breda         | 5           | 0          | Eredivisie                   |
| 2005/06 | NAC Breda         | 24          | 2          | Eredivisie                   |
| 2006/07 | NAC Breda         | 32          | 3          | Eredivisie                   |
| 2007/08 | Blackburn Rovers  | 2           | 0          | Premier League               |
| 2007/08 | Norwich City      | 2           | 0          | Football League Championship |
| 2008/09 | Barnsley FC       | 6           | 0          | Football League Championship |
| 2009/10 | Blackburn Rovers  | -           | -          | Premier League               |
| 2010/11 | Willem II         | 28          | 5          | Eredivisie                   |
| 2011/12 | Gold Coast United | 22          | 4          | A-League                     |
|         |                   |             |            |                              |
| Totaal  |                   | 153         | 22         |                              |

- Nederland -21: 5 interlands, 4 doelpunten.

Bijgewerkt 24 februari 2008

## Erelijst
- Topscorer EK onder-21 jaar: 2007
- Europees Kampioen onder-21 jaar: 2007 (Nederland)
- Plaatsing voor de Olympische Spelen van 2008: 2007 (Nederland)